# Helga Kügerl

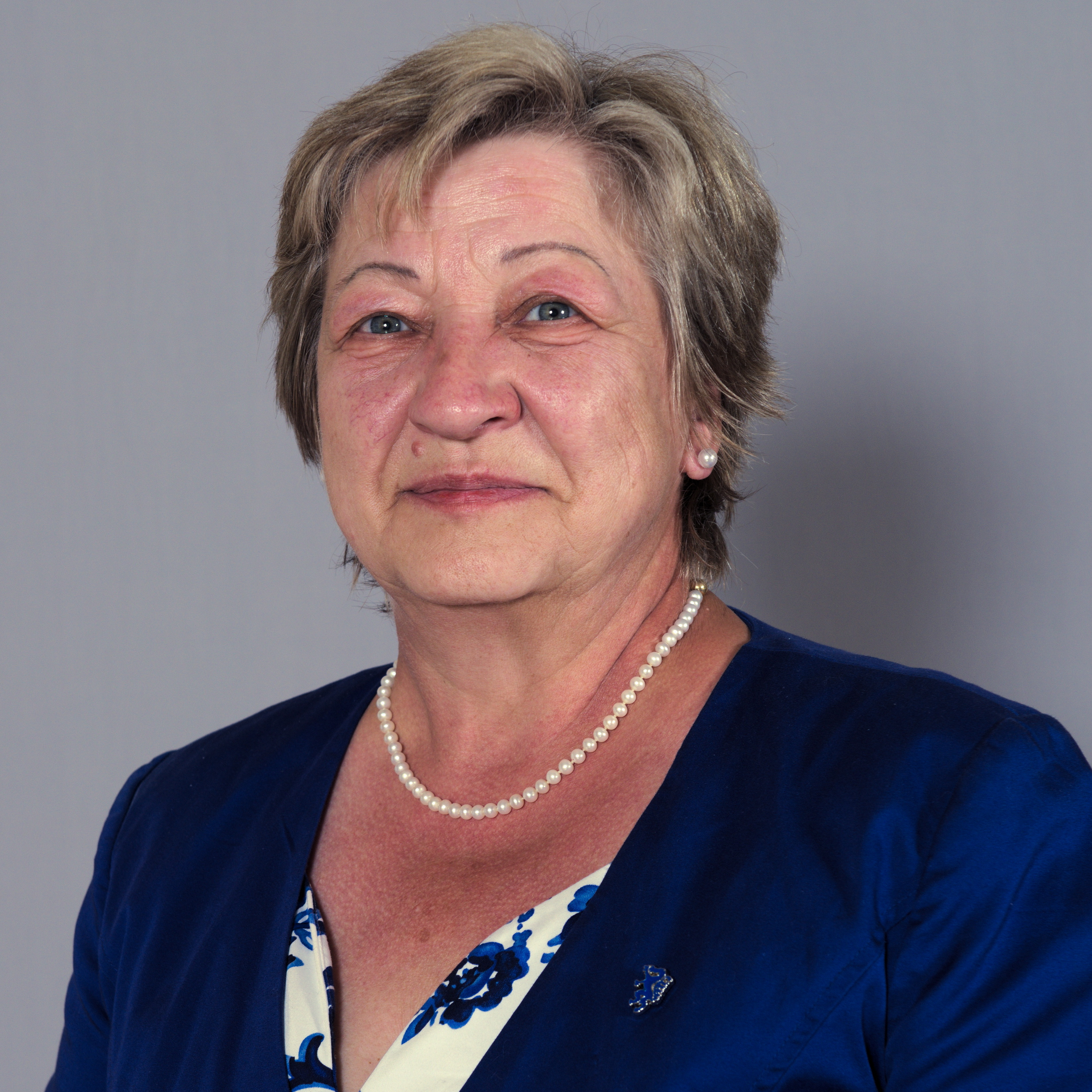
Helga Kügerl (2016)

Helga Kügerl (* 1957 in Deutschlandsberg) ist eine österreichische Politikerin der FPÖ. Sie wurde am 16. Juni 2015 als Abgeordnete zum Steiermärkischen Landtag angelobt, dem sie bis zum 17. Dezember 2019 angehörte. Vom 7. April 2020 bis zum 18. Dezember 2024 war sie erneut Abgeordnete.

## Politische Karriere
Kügerl ist seit 2000 gemeindepolitisch aktiv. Von 2000 bis 2010 als Gemeinderätin und von 2010 bis Ende 2014 als Vizebürgermeisterin in der ehemaligen Gemeinde Gressenberg. Mit Ende 2014 verlor sie dieses Amt wegen der Gemeindezusammenlegung mit Schwanberg.
Am 10. Dezember 2014 wurde Kügerl im Rahmen eines außerordentlichen Parteitages zur Bezirksparteiobfrau der FPÖ-Deutschlandsberg gewählt.
Am 3. April 2015 wurde Kügerl von der FPÖ für die Landtagswahl 2015 als Spitzenkandidatin des Wahlkreises 3 (West- und Südsteiermark) präsentiert.
Nachdem die FPÖ bei der Landtagswahl im Bezirk Deutschlandsberg mit einem Gewinn von 21,42 Prozent mit 30,48 Prozent vor der SPÖ und ÖVP stimmenstärkste Partei wurde, stand der Einzug von Helga Kügerl in den Steiermärkischen Landtag fest. Sie wurde am 16. Juni 2015 als Abgeordnete zum Steiermärkischen Landtag angelobt. Im Landtag wollte sie für die Stärkung des ländlichen Raumes und die Schaffung von Arbeitsplätzen und Lehrstellen in den Regionen eintreten. Zudem wollte sie sich in der Frauen- und Familienpolitik engagieren. Sie wurde wegen ihrer rassistischen Aussage im steirischen Landesparlament kritisiert, wonach sie sich „unser Dirndl auch von einer Jugoslawin nicht schlecht machen ließe“.
Im Landtag war Kügerl Mitglied in den Ausschüssen für Gesundheit (Gesundheit und Pflege, Wissenschaft und Forschung), Umwelt (Umwelt, Tier- und Naturschutz) und Wirtschaft (Wirtschaft, Innovation, Tourismus und Kultur). Nach der Landtagswahl 2019 schied sie aus dem Landtag aus. Am 7. April 2020 rückte sie in der XVIII. Gesetzgebungsperiode für Gerhard Hirschmann als Abgeordnete nach.
Im April 2022 folgte ihr Werner Gradwohl als Bezirksparteiobmann der FPÖ Deutschlandsberg nach.

## Privates
Helga Kügerl ist verheiratet und betreibt in Glashütten die Frühstückspension „Schmuck“.